# (31669) 1999 JT6
(31699) 1999 JT6とは、アポロ群に属する地球近傍小惑星の1つである。
1999 JT6は、軌道傾斜角が9.5度の地球横断小惑星かつ火星横断小惑星である。このため、地球と火星、及び小惑星帯の小惑星に対して衝突の可能性がある。特に地球とは、地球軌道との最小交差距離 (EMoid) は約5000kmしかない。これは地球半径を下回る値である。したがって、地球近傍小惑星の中でも、潜在的に危険な小惑星(PHA)に分類されている。
地球に最近で最も接近したのは、1973年12月14日の506万km (0.03385AU) である。次回は2076年12月14日の404万km (0.02698AU) である。また、小惑星帯にある準惑星ケレスにも時々接近する。最後に接近したのは1960年8月13日の576万km (0.0384AU) である。次回は2084年2月16日に256万km (0.01709AU) まで接近する。
1999 JT6の絶対等級は16.0であり、直径は2kmから4km、アルベドを0.13と仮定すると2.3kmの小惑星である。これはEMoidの値が地球半径を下回る小惑星としては、唯一の1km以上の天体である。また、自転周期は5時間48分である。